# Juan Rodríguez Jaldón
Pour les articles homonymes, voir Juan Rodriguez et Rodriguez.
Juan Rodríguez Jaldón est un peintre espagnol né le 12 juillet 1890 à Osuna, Séville, et mort le 26 juillet 1967 à Séville.

## Biographie
Juan Rodríguez Jaldon a commencé sa formation artistique à l'École des Beaux-Arts de Séville avant d'en devenir le directeur. Son travail est principalement dédié à des thèmes de personnalités andalouses, mais aussi des portraits et des paysages. Les peintres qui ont le plus influencé son travail sont son professeur Gonzalo Bilbao et les Impressionnistes français.
Lors de l'Exposition nationale des beaux-arts (Espagne), en 1915, il a remporté le troisième médaille grâce à son travail de Portraits et en 1922 il a eu un grand succès avec un tableau intitulé le portrait de la dame qui a été récompensé d'une deuxième médaille.
En 1966, il fait don de plusieurs œuvres dans sa ville natale, qui sont exposées au Palais de Arjona d'Osuna,,..

## Œuvres
- Estudio De Interior
- Patio Andaluz
- Escena De Interior
- Las Cigarreras, 1950
- Retrato de señora, 1922, exposé au Musée du Prado